# 511 Davida
511 Davida је астероид главног астероидног појаса. Приближан пречник астероида је 326,06 km,
а средња удаљеност астероида од Сунца износи 3,167 астрономских јединица (АЈ).
Инклинација (нагиб) орбите у односу на раван еклиптике је 15,936 степени, а орбитални период износи 2058,708 дана (5,636 година). Ексцентрицитет орбите астероида износи 0,186.
Апсолутна магнитуда астероида износи 6,22 а геометријски албедо 0,054.
Астероид је откривен 30. маја 1903. године.